# پائولو سرجیو نوگویرا دی اولیویرا
پائولو سرجیو نوگویرا دی اولیویرا (انگلیسی: Paulo Sérgio Nogueira de Oliveira؛ زادهٔ ۲۸ اوت ۱۹۵۸) فرمانده نظامی و سیاست‌مدار اهل برزیل است، که هم‌اکنون به‌عنوان فرمانده ارتش برزیل فعالیت می‌کند.